# قصف الإمارات للجيش اليمني في عدن
قصف الإمارات للجيش اليمني في عدن هو قصف جوي شنته القوات الجوية الإماراتية في يومي 29 و30 أغسطس 2019 على تجمعات تابعة لقوات الجيش اليمني التي كانت تعد لإستعادة عدن من سيطرة القوات التابعة للمجلس الانتقالي الجنوبي التي أنشأتها ومولتها الإمارات، أسفر القصف عن مقتل 300 جندي على الأقل.
وبررت الإمارات ذلك بقول الخارجية الإماراتية إن «العملية الوقائية» استهدفت «ميليشيات إرهابية».

## ردود الفعل
- أتهم الرئيس اليمني عبد ربه منصور هادي الإمارات بدعم وتمويل المجلس الانتقالي الجنوبي الانفصالي في عدن «سعياً لتقسيم البلاد».[2]